# 韓綜 (東吳)
韓綜（？—253年2月8日），三國時東吳名將、三代元勳韓當之子，父親死後，繼承其部曲，襲爵石城侯。後投靠曹魏。

## 生平
226年，孫權出征石陽，派韓综守武昌，但韓綜在任上淫亂不軌。雖然孙权看在其父份上並不過問，但韓綜自己作賊心虛，認為孫權總有一天會清算自己，次年（227年）帶領母親、家屬、部曲數千人投奔魏國的宗親大將曹休，授為將軍，封廣陽侯。他數次侵犯吳國邊境，殺害人民，孫權咬牙切齒，對他痛恨之極。
252年東興之戰，韓綜為魏國前鋒，同桓嘉兵敗戰死（253年），諸葛恪將他斬首，送到孫權靈前祭拜。
小說《三國演義》以曹魏武將身份登場，被丁奉斬殺。